# Francisco Javier Hernández Basante
Nacido en Costa Rica el 20 de mayo de 1972). Maestro Internacional de Ajedrez (FIDE).

## Biografía
2 veces Subcampeón Nacional de Costa Rica en los años 90. Ha jugado 20 finales nacionales de Costa Rica entre 1990 y 2010.
Ha sido durante 20 años seleccionado nacional de ajedrez y participó en 5 olimpiadas de Ajedrez: Moscú 1994 , Estambul 2000 , Mallorca 2004 , Turin 2006 , Dresde 2008.
Obtiene el título de MN Maestro Nacional de Costa Rica en 1991 , MF Maestro Fide en 1997 y el MI Maestro Internacional en 1999 en el torneo sub-zonal de San Salvador con 6.5 de 9 puntos, empatando el primer lugar y obteniendo automáticamente el título de MI.
- Datos: Q5866195